# كريستيان ستولتي
كريستيان ستولتي (بالإنجليزية: Christian Stolte)‏ هو كاتب مسرحي وممثل أمريكي، ولد في 16 أكتوبر 1962 بسانت لويس في الولايات المتحدة.

## أعمال

### أفلام
- (2001) علي[4]
- (2002) الطريق إلى الهلاك[5]
- (2009) أعداء الشعب[6][7]
- (2009) مواطن ملتزم بالقانون[8]
- (2010) كابوس في شارع إلم[9][10][11]

## وصلات خارجية
- كريستيان ستولتي على موقع IMDb (الإنجليزية)
- كريستيان ستولتي على موقع ألو سيني (الفرنسية)
- كريستيان ستولتي على موقع أول موفي (الإنجليزية)
- كريستيان ستولتي على موقع قاعدة بيانات الأفلام السويدية (السويدية)
- كريستيان ستولتي على موقع قاعدة بيانات الفيلم (الإنجليزية)
- كريستيان ستولتي على موقع كينوبويسك (الروسية)